# Načelnik Vojaškega odbora Nata
Načelnik Vojaškega odbora Nata (uradno angleško Chairman of the NATO Military Committee; kratica: CMC) vodi Vojaški odbor Nata in je najvišji vojaški častnik zveze NATO ter najvišji vojaški svetovalec generalnega sekretarja Nata; v svoji vlogi tudi poveljuje vojaškim operacijam zveze NATO. Prav tako je tiskovni predstavnik odbora, s čimer je tudi najvišji tiskovni predstavnik zveze NATO glede vojaških zadev. V njegovi odsotnosti ga nadomešča namestnik načelnika.
Trenutni CMC je Knud Bartels, general Danske kopenske vojske, ki je položaj zasedel 2. januarja 2012.

## Zgodovina
Vojaški odbor je bil ustanovljen kmalu po ustanovitvi same zveze. Sprva je bil v veljavi dogovor, da se predsednik Vojaškega odbora menja vsako leto na podlagi abecednega vrstnega reda držav članic (v angleščini), pri čemer so pričeli pri ZDA. Do leta 1963 pa se je izkazalo, da položaj zahteva stalnega predstavnika; od decembra 1963 so tako sklenili nov dogovor, po katerem tako nacionalni vojaški predstavniki volijo izmed samih seboj novega predsednika. Predsednik Vojaškega odbora ima tako triletni mandat, pri čemer je nastanjen v Bruslju; v svoji vlogi predstavlja celotno zvezo in ne lastne države. V skladu z novim dogovorom Američani ne morejo več zasesti mesta predsednika Vojaškega odbora, saj že zasedejo tri visoke položaje znotraj Nata.

## Seznam načelnikov
Od ustanovitve Nata so bili načelniki Vojaškega odbora Nata sledeči ljudje:
1. general armade Omar Bradley (ZDA): 1949 - 1951
2. generalporočnik Etienne Baele (Belgija): 1951 -  1952
3. generalporočnik Charles Foulkes (Kanada): 1952 -  1953
4. admiral E.J.C. Quistgaard (Danska): 1953 - 1954
5. armadni general Augustin Guillaume (Francija): 1954 -  1955
6. generalporočnik Stylianos Pallis (Grčija): 1955 -  1956
7. general Giuseppe Mancinelli (Italija): 1956 - 1957
8. general B.R.P.F. Hasselman (Nizozemska): 1957 - 1958
9. generalporočnik Bjarne Øen (Norveška): 1958 - 1959
10. general J.A. Beleza Ferras (Portugalska): 1959 - 1960
11. general Rustu Erdelhun (Turčija): 1960
12. admiral flote Louis Mountbatten (Združeno kraljestvo): 1960 - 1961
13. general Lyman Lemnitzer (ZDA): 1961 - 1962
14. generalporočnik C.P. de Cumont (Belgija): 1962 - 1963
15. general Adolf Heusinger (Nemčija): 1963 - 1964
16. generalporočnik C.P. de Cumont (Belgija): 1964 - 1968
17. admiral Nigel Henderson (Združeno kraljestvo): 1968 - 1971
18. general Johannes Steinhoff (Nemčija): 1971 -  1974
19. admiral flote Peter Hill-Norton (Združeno kraljestvo): 1974 -  1977
20. general Herman Fredrik Zeiner-Gundersen (Norveška): 1977 - 1980
21. admiral Robert Hilborn Falls (Kanada): 1980 - 1983
22. general Cornelis De Jager (Nizozemska): 1983 - 1986
23. general Wolfgang Altenburg (Nemčija): 1986 - 1989
24. general Vigleik Eide (Norveška): 1989 - 1993
25. feldmaršal Richard Vincent (Združeno kraljestvo): 1993 - 1996
26. general Klaus Naumann (Nemčija): 1996 - 1999
27. admiral Guido Venturoni (Italija): 1999 - 2002
28. general Harald Kujat (Nemčija): 2002 - 2005
29. general Ray Henault (Kanada): 2005 - 2008
30. admiral Giampaolo Di Paola (Italija): 2008 - 2011
31. general Knud Bartels (Danska): 2012 - danes